# 대한민국 제13대 대통령 선거 평화민주당 후보 선출
대한민국 제13대 대통령 선거 평화민주당 후보 선출은 1987년 대한민국 대통령 선거를 위해 평화민주당의 대통령 후보를 선출한 과정을 말한다. 당초 야권의 대권 후보는 김영삼 통일민주당 총재와 김대중 평화민주당 총재 중 하나가 될 것으로 예상되었으나, 김대중 총재가 탈당하고 독자 출마를 결정하면서 두 사람 다 출마하게 되었다.

## 과정
6·10 항쟁으로 직선제 개헌이 실현된 직후, 통일민주당을 이루는 두 축이던 상도동계와 동교동계는 대권 후보 자리를 두고 치열한 신경전을 벌였다.
1987년 8월 11일, 김영삼과 김대중은 대통령후보 단일화 문제를 협의했으나, 김영삼의 조기 후보 단일화 주장과 김대중의 개헌 협상 후 단일화 주장이 맞서서 별다른 성과를 거두지 못했다. 그 후 한달 뒤인 9월 14일의 양김 회동에서 김대중은 김영삼에게 36개 미창당 지구당 결성을 요청했지만, 당내에서 세력 우위를 선점하고 있던 김영삼은 "대통령 선거를 앞두고 총선에서의 조직책 선정이나 다름없는 36개 지구당을 창당하는 것은 적전 분열을 일으킬 가능성이 있다."고 주장하며 김대중의 주장을 배척하였다.
양김은 9월 29일에 다시 만나 후보단일화 회담을 하였으나 이견을 좁히지 못하였다. 다음 날인 9월 30일에도 후보단일화 협상이 이어졌지만, 양자 간의 시각차이만 확인하고 협상은 결렬되었다.
끝내, 양측은 단일화를 포기하고 분열을 결심하고, 결국 김대중 전 의장은 통일민주당을 탈당하고 평민당을 창당한다.

## 창당 및 후보 지명
평화민주당은 1987년 11월 12일 세종문화회관 별관에서 대의원 3,300명 중 3,269명이 참석한 가운데 창당대회를 개최하고 김대중 전 의장을 총재 및 제13대 대통령 후보로 추대했다.

## 후보
| 평화민주당 제13대 대통령 선거 경선 후보 | 평화민주당 제13대 대통령 선거 경선 후보 | 평화민주당 제13대 대통령 선거 경선 후보                                                   | 평화민주당 제13대 대통령 선거 경선 후보 |
| 후보                                    | 생년                                    | 경력                                                                                      | 비고                                    |
| --------------------------------------- | --------------------------------------- | ----------------------------------------------------------------------------------------- | --------------------------------------- |
| 김대중                                  | 1924년                                  | 제5·6·7·8대 국회의원 신민당 제7대 대통령 선거 후보 前 통일민주당 상임고문 평화민주당 총재 | 후보 추대                               |

## 선거 결과
제13대 대통령 선거는 정권교체에 대한 국민의 높은 열망에도 불구하고 야권 단일화의 실패로 노태우의 승리로 끝났다. 훗날 김대중은 이 당시 김영삼과 단일화하지 않은 것을 일생일대의 한이라고 회고했다.

## 같이 보기
- 대한민국 제13대 대통령 선거
- 대한민국 제13대 대통령 선거 민주정의당 후보 선출
- 대한민국 제13대 대통령 선거 통일민주당 후보 선출
- 대한민국 제13대 대통령 선거 신민주공화당 후보 선출